# Genie Francis
Eugenie Ann Francis, detta Genie (Englewood, 26 maggio 1962), è un'attrice statunitense, famosa soprattutto negli anni ottanta per le sue interpretazioni in soap opera, in particolare General Hospital.

## Carriera
Iniziò la sua carriera di attrice nel 1977, ad appena 15 anni, nei panni di Laura nella longeva soap opera General Hospital  diventando una delle beniamine della serie. Lasciò la soap nel 1981 per ritornarvi nel 1983 sino al 1984 ritornandoci poi dal 1993 al 2002, nel 2006, nel 2008, nel 2013 e nuovamente dal 2015. Nel frattempo prese parte al film per la TV Il profumo del potere (1983)  con Bruce Boxleitner, cui seguì una produzione dallo stesso titolo che ebbe poco successo (solo 11 episodi), e soprattutto la famosa serie Nord e Sud (1985), nella quale interpretò il ruolo di Brett Main.
Fu comunque nel 1981 che l'attrice, nei panni di Laura, affiancata dall'attore Anthony Geary che interpretava Luke Spencer, toccò le vette della popolarità, quando venne messo in onda il matrimonio dei due, con una audience senza precedenti per un programma di intrattenimento diurno. I due attori apparvero sulla copertina del magazine americano Newsweek, oltre ad altre riviste.
Successivamente Genie Francis apparve in telefilm come La signora in giallo, Perry Mason: Il bacio che uccide, Pappa e ciccia, e le soap Il tempo della nostra vita e La valle dei pini.
Nel 1993 l'attrice tornò a recitare lo storico ruolo di Laura Spencer in General Hospital, per lasciare nuovamente nel 2002 e tornare per una breve apparizione nel 2006, grazie alla quale vinse il Daytime Emmy Award come miglior attrice non protagonista, e nel 2008.
Dal 2011 è entrata a far parte del cast della soap opera Febbre d'amore, nel ruolo di Genevieve Atkinson restando fino al 2012, mentre nel 2012 è protagonista del film La scelta del cuore.

## Vita privata
Nel 1982 Genie Francis conosce l'attore/regista Jonathan Frakes che sposerà nel 1988 e dal quale ha due figli: Jameson Ivor del 1994 e Elizabeth Francis del 1997

## Filmografia parziale

### Cinema
- Vacanze a modo nostro (Camp Nowhere), regia di Jonathan Prince (1994)

### Televisione
- General Hospital – soap opera, 1845 puntate (1977-2025)
- Il profumo del potere (Bare Essence) – serie TV, 11 episodi (1983)
- Il tempo della nostra vita (Days of Our Lives) – soap opera, 87 puntate (1987-1989)
- La valle dei pini (All My Children) – soap opera (1990-1992)
- La signora in giallo (Murder, She Wrote) – serie TV, episodi 1x02-3x05-6x15 (1984-1990)
- Perry Mason: Il bacio che uccide (Perry Mason: The Case of the Killer Kiss), regia di Christian I. Nyby II – film TV (1993)
- Febbre d'amore (The Young and the Restless) – soap opera, 120 puntate (2011-2012)
- Nord e Sud (North and South) – miniserie TV (1985)

## Riconoscimenti
- Young Hollywood Hall of Fame (1980's)

## Doppiatrici italiane
Nelle versioni in italiano delle opere in cui ha recitato, Gene Francis è stata doppiata da:
- Laura Boccanera in General Hospital (1a voce)
- Doriana Chierici in General Hospital (2a voce)
- Cristina Boraschi ne La signora in giallo (ep. 1x02)
- Stefania Patruno ne La signora in giallo (ep. 3x05)
- Gabriella Borri ne La signora in giallo (ep. 6x15)
- Germana Pasquero ne Il tempo della nostra vita
- Emanuela Rossi ne Il profumo del potere

Come doppiatrice è stata sostituita da:
- Cristina Giolitti in: L'incredibile Hulk